# 6865 Dunkerley
6865 Dunkerley è un asteroide della fascia principale. Scoperto nel 1991, presenta un'orbita caratterizzata da un semiasse maggiore pari a 2,2968765 UA e da un'eccentricità di 0,1408513, inclinata di 3,09832° rispetto all'eclittica.